# MVP de la ACB
El Premio al Mejor Jugador de la Liga ACB comenzó a otorgarse por parte de la Asociación de Clubs de Baloncesto (ACB) en la temporada 1991-92. Desde entonces, seis jugadores han conseguido tal galardón en más de una ocasión: Darryl Middleton (3 veces), Arvydas Sabonis, Tanoka Beard, Luis Scola, Felipe Reyes y Nikola Mirotić. Seis jugadores españoles han obtenido este premio: Juan Carlos Navarro, Marc Gasol, Felipe Reyes, Fernando San Emeterio, Nikola Mirotić y Sergio Llull.

## Palmarés

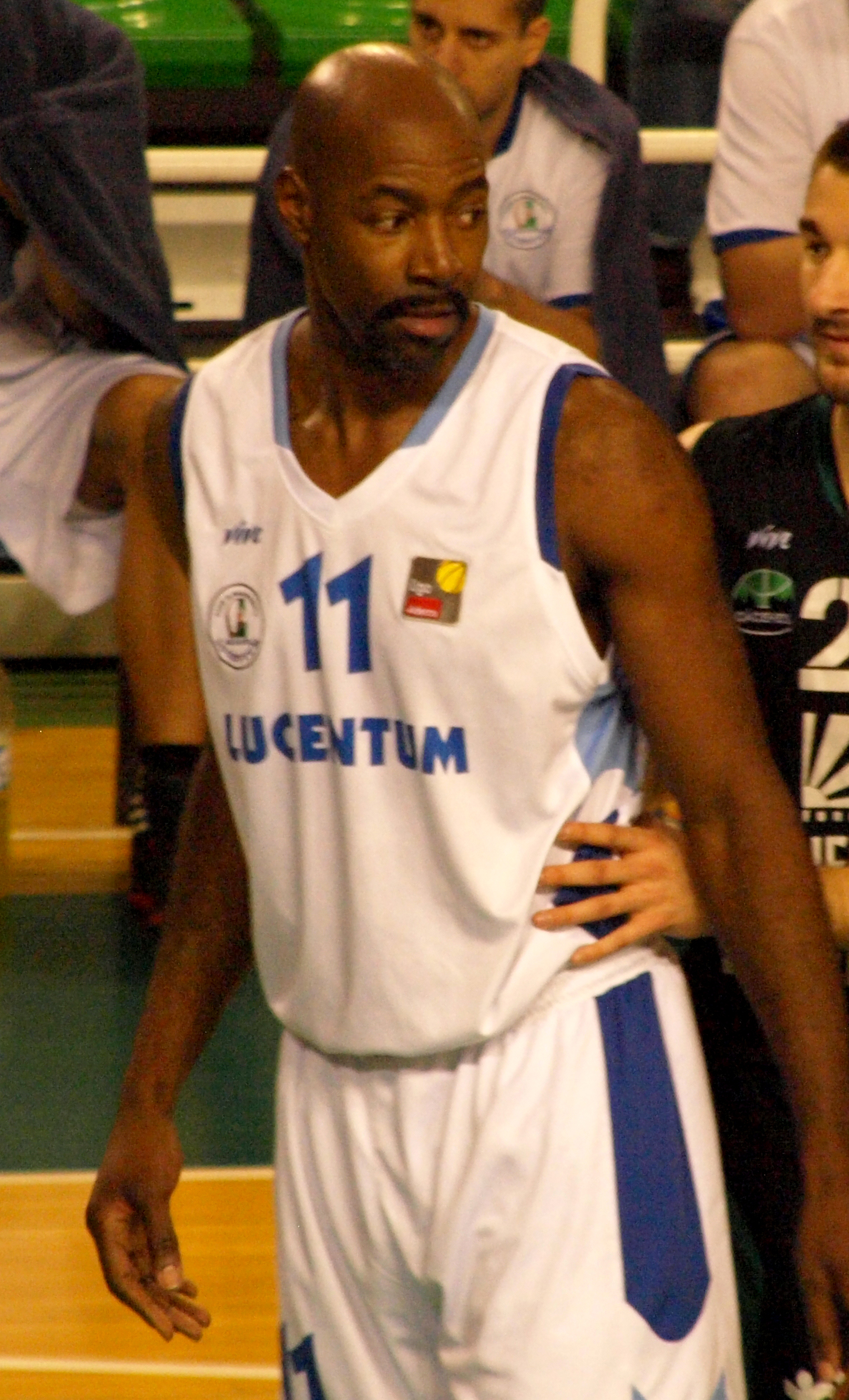
Darryl Middleton fue el primer ganador, y lo hizo en tres ocasiones (1992, 1993, 2000)

Arvydas Sabonis ganó dos títulos MVP, en 1994 y 1995

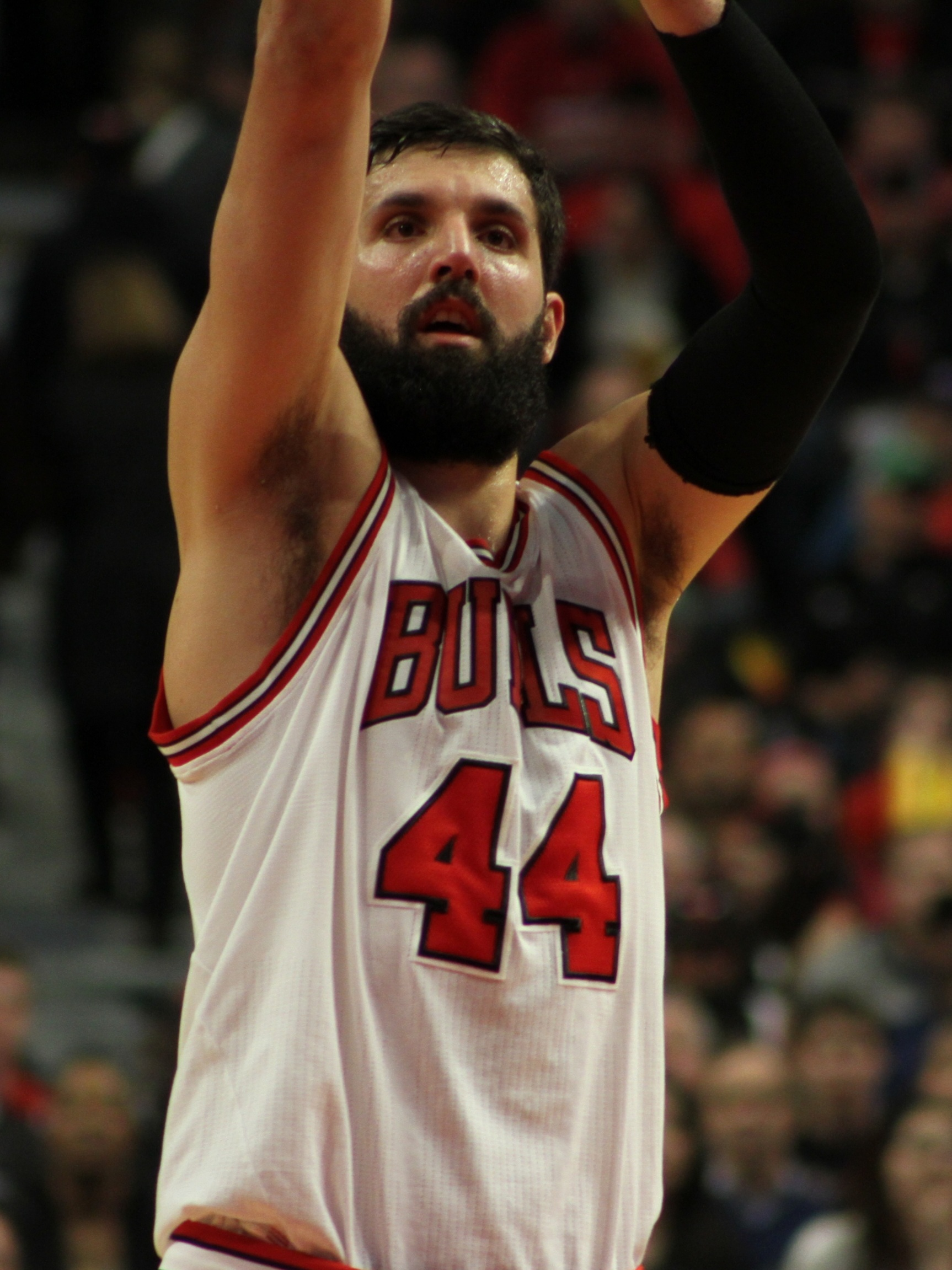
Nikola Mirotic ganó dos títulos, en 2013 con el Real Madrid, y en 2020 con el FC Barcelona.

| Año     | Jugador               | Nacionalidad         | Equipo                    |
| ------- | --------------------- | -------------------- | ------------------------- |
| 1991-92 | Darryl Middleton      | Estados Unidos       | Valvi Girona              |
| 1992-93 | Darryl Middleton (2)  | Estados Unidos       | Caja San Fernando         |
| 1993-94 | Arvydas Sabonis       | Lituania             | Real Madrid               |
| 1994-95 | Arvydas Sabonis (2)   | Lituania             | Real Madrid               |
| 1995-96 | Michael Anderson      | Estados Unidos       | Caja San Fernando         |
| 1996-97 | Kenny Green           | Estados Unidos       | Taugrés                   |
| 1997-98 | Dejan Bodiroga        | Serbia               | Real Madrid               |
| 1998-99 | Tanoka Beard          | Estados Unidos       | Real Madrid               |
| 1999-00 | Darryl Middleton (3)  | Estados Unidos       | Casademont Girona         |
| 2000-01 | Lou Roe               | Estados Unidos       | Cabitel Gijón             |
| 2001-02 | Tanoka Beard (2)      | Estados Unidos       | DKV Joventut              |
| 2002-03 | Walter Herrmann       | Argentina            | Jabones Pardo Fuenlabrada |
| 2003-04 | Andrés Nocioni        | Argentina            | TAU Cerámica              |
| 2004-05 | Luis Scola            | Argentina            | TAU Cerámica              |
| 2005-06 | Juan Carlos Navarro   | España               | FC Barcelona              |
| 2006-07 | Luis Scola (2)        | Argentina            | TAU Cerámica              |
| 2007-08 | Marc Gasol            | España               | Akasvayu Girona           |
| 2008-09 | Felipe Reyes          | España               | Real Madrid               |
| 2009-10 | Tiago Splitter        | Brasil               | Caja Laboral              |
| 2010-11 | Fernando San Emeterio | España               | Caja Laboral              |
| 2011-12 | Andy Panko            | Estados Unidos       | Lagun Aro GBC             |
| 2012-13 | Nikola Mirotić        | España               | Real Madrid               |
| 2013-14 | Justin Doellman       | Estados Unidos       | Valencia                  |
| 2014-15 | Felipe Reyes (2)      | España               | Real Madrid               |
| 2015-16 | Ioannis Bourousis     | Grecia               | Laboral Kutxa Baskonia    |
| 2016-17 | Sergio Llull          | España               | Real Madrid               |
| 2017-18 | Luka Dončić           | Eslovenia            | Real Madrid               |
| 2018-19 | Nicolás Laprovittola  | Argentina            | Divina Seguros Joventut   |
| 2019-20 | Nikola Mirotić (2)    | España               | FC Barcelona              |
| 2020-21 | Giorgi Shermadini     | Georgia              | Iberostar Tenerife        |
| 2021-22 | Džanan Musa           | Bosnia y Herzegovina | Río Breogán               |
| 2022-23 | Giorgi Shermadini (2) | Georgia              | Lenovo Tenerife           |
| 2023-24 | Facundo Campazzo      | Argentina            | Real Madrid               |
| 2024-25 | Marcelinho Huertas    | Brasil               | La Laguna Tenerife        |

## Palmarés por países y jugadores
| País                 | Victorias |
| -------------------- | --------- |
| Estados Unidos       | 10 (7)    |
| España               | 8 (6)     |
| Argentina            | 6 (5)     |
| Lituania             | 2 (1)     |
| Georgia              | 2 (1)     |
| Brasil               | 2 (2)     |
| Serbia               | 1         |
| Grecia               | 1         |
| Eslovenia            | 1         |
| Bosnia y Herzegovina | 1         |

| N.º | Jugador           |
| --- | ----------------- |
| 3   | Darryl Middleton  |
| 2   | Arvydas Sabonis   |
| 2   | Luis Scola        |
| 2   | Tanoka Beard      |
| 2   | Felipe Reyes      |
| 2   | Nikola Mirotić    |
| 2   | Giorgi Shermadini |

## MVP de la final de la ACB
| Año     | Jugador                 | Equipo                          |
| ------- | ----------------------- | ------------------------------- |
| 1990–91 | Corny Thompson          | Montigalá Joventut              |
| 1991–92 | Mike Smith              | Montigalá Joventut (2)          |
| 1992–93 | Arvydas Sabonis         | Real Madrid Teka                |
| 1993–94 | Arvydas Sabonis (2)     | Real Madrid Teka (2)            |
| 1994–95 | Michael Ansley          | Unicaja                         |
| 1995–96 | Xavi Fernández          | FC Barcelona Banca Catalana     |
| 1996–97 | Roberto Dueñas          | FC Barcelona Banca Catalana (2) |
| 1997–98 | Joan Creus              | TDK Manresa                     |
| 1998–99 | Derrick Alston          | FC Barcelona (3)                |
| 1999–00 | Alberto Angulo          | Real Madrid Teka (3)            |
| 2000–01 | Pau Gasol               | FC Barcelona (4)                |
| 2001–02 | Elmer Bennett           | TAU Cerámica                    |
| 2002–03 | Šarūnas Jasikevičius    | FC Barcelona (5)                |
| 2003–04 | Dejan Bodiroga          | FC Barcelona (6)                |
| 2004–05 | Louis Bullock           | Real Madrid (4)                 |
| 2005–06 | Jorge Garbajosa         | Unicaja (2)                     |
| 2006–07 | Felipe Reyes            | Real Madrid (5)                 |
| 2007–08 | Pete Mickeal            | TAU Cerámica (2)                |
| 2008–09 | Juan Carlos Navarro     | Regal FC Barcelona (7)          |
| 2009–10 | Tiago Splitter          | Caja Laboral Baskonia (3)       |
| 2010–11 | Juan Carlos Navarro (2) | Regal FC Barcelona (8)          |
| 2011–12 | Erazem Lorbek           | FC Barcelona Regal (9)          |
| 2012–13 | Felipe Reyes (2)        | Real Madrid (6)                 |
| 2013–14 | Juan Carlos Navarro (3) | FC Barcelona (10)               |
| 2014–15 | Sergio Llull            | Real Madrid (7)                 |
| 2015–16 | Sergio Llull (2)        | Real Madrid (8)                 |
| 2016-17 | Bojan Dubljevic         | Valencia Basket                 |
| 2017-18 | Rudy Fernández          | Real Madrid (9)                 |
| 2018-19 | Facundo Campazzo        | Real Madrid (10)                |
| 2019-20 | Luca Vildoza            | Saski Baskonia (4)              |
| 2020-21 | Nikola Mirotić          | Fútbol Club Barcelona (11)      |
| 2021-22 | Walter Tavares          | Real Madrid (11)                |
| 2022-23 | Nikola Mirotić (2)      | Fútbol Club Barcelona (12)      |
| 2023-24 | Džanan Musa             | Real Madrid (12)                |
| 2024-25 | Facundo Campazzo (2)    | Real Madrid (13)                |